# Archail
Archail település Franciaországban, Alpes-de-Haute-Provence megyében. Lakosainak száma 14 fő (2022. január 1.). Archail Digne-les-Bains, Draix, Marcoux és Tartonne községekkel határos.

## Népesség
A település népességének változása:
| Lakosok száma | 18   | 6    | 7    | 20   | 20   | 15   | 15   | 14   | 14   | 14   |
|               | 1968 | 1990 | 1999 | 2011 | 2013 | 2016 | 2017 | 2019 | 2020 | 2022 |